# 具島直子
具島 直子（ぐしま なおこ、1969年 - ）は、日本のシンガーソングライター。祖父は洋画家の糸園和三郎。

## 概要
ジャズやボサノヴァ、ソウルの要素を取り入れた洗練されたサウンドと、柔らかく揺れるような歌声を特徴とする。スタジオシンガーやCMソングの録音を経てキャリアを積み、1996年に1stアルバム『miss.G』でデビューする。本作はセールス的には控えめながら、メロウで都会的な楽曲群が音楽ファンの間で高く評価され、なかでも代表曲「Candy」は、スウィングするビートとアンビエントな音像の中で揺蕩うヴォーカルが高く評価され、90年代J-POPを象徴する1曲として後年再評価された。以降も『Quiet Emotion』『mellow medicine』などの作品で評価を重ね、2023年にはEP『Prism』をCDとアナログ盤で発表するなど、近年のシティポップ再評価でも注目を集めている。

## 略歴
4歳でピアノを始める。
21歳の時にボイストレーナーの桐ヶ谷ボビーと出会い、音楽の道へと進むため大学を中退。桐ヶ谷に師事しながらスタジオミュージシャンなどの音楽関係の仕事をこなし、1996年にアルバム『miss.G』で東芝EMIよりデビュー。
1997年、2ndアルバム『Quiet Emotion』を東芝EMIよりリリース。
1999年に3rdアルバム『mellow medicine』をユニバーサルミュージックよりリリース。
2007年に4thアルバム『Mystic Spice』をハワイマナミュージックよりリリース。リリース後の2008年11月23日には六本木のSTB139 スイートベイジルにて初ライブを行った。
2009年にはベスト・アルバム『magic wave』をビクター・エンタテインメントよりリリース。
その後も幾度か東京でライブを開催。現在は作曲等の活動をしている。
近年は、シティポップ〜AOR再評価の流れの中で関心が高まっている。
2019年11月に、ファーストアルバムからサードアルバムまでをリマスター再発。
2023年　EP『Prism』4月 CD、5月 アナログをユニバーサルミュージックよりリリース。

## ディスコグラフィー

### アルバム
| # | タイトル        | 発売日         | 再発日         |
| - | --------------- | -------------- | -------------- |
| 1 | miss.G          | 1996年6月5日   | 2019年11月22日 |
| 2 | Quiet Emotion   | 1997年10月29日 | 2019年11月22日 |
| 3 | Mellow Medicine | 1999年10月20日 | 2019年11月22日 |
| 4 | Mystic Spice    | 2007年12月12日 |                |

### シングル
| # | タイトル                                 | 発売日        | 規格               | 品番      |
| - | ---------------------------------------- | ------------- | ------------------ | --------- |
| 1 | Candy                                    | 1997年1月1日  | 8cmCDシングル      | TODT-3831 |
| 2 | Tell me oh mama                          | 1997年10月8日 | 8cmCDシングル      | TODT-5059 |
| 3 | no.no.no.                                | 1998年7月16日 | 12cmCDシングル     | TOCT-4106 |
| 4 | missing you / 光と影                     | 1999年9月29日 | 12cmCDシングル     | MVCH-9026 |
| 5 | 美しいもの                               | 2011年3月9日  | 配信限定           |           |
|   | CANDY / CANDY -KC melts "miss. G" Remix- | 2018年4月21日 | 7"シングルレコード | PROT-7023 |
| 6 | Horoscope                                | 2022年6月29日 | 配信限定           |           |
| 7 | Prism                                    | 2023年4月26日 | 12cmCDシングル     | UICZ-4628 |
|   | Prism                                    | 2023年5月31日 | アナログ           | UIJZ-9001 |
| 8 | I Love You                               | 2024年2月28日 | 配信限定           |           |

### ベスト・アルバム
| # | タイトル                                   | 発売日        | 規格 | 品番       | 備考                                                                            |
| - | ------------------------------------------ | ------------- | ---- | ---------- | ------------------------------------------------------------------------------- |
| 1 | Magic Wave                                 | 2009年4月22日 | CD   | VICL-63298 | アルバム未収録曲（「9月の海」）・新曲（「I love you」）を含むベスト・アルバム。 |
| 2 | URBAN BLUES PRESENTS BEST of NAOKO GUSHIMA | 2019年7月10日 | CD   | UPCY-7593  | 井出靖選曲・監修によるセレクション。                                            |

### オムニバス
- 『Mellow Dream』に1曲収録
- 『SMOOTH VINTAGE』に1曲収録

### タイアップ
- 「LOVE SONG」※東芝企業 CMソング（1997年）
- 「Sunday」※藤田観光グループ CMソング（1997年）

## 外部参加

### 楽曲提供
- 奥菜恵「あなたのそばで」作詞・作曲 ※グリコチョコレート「絹練り」 CMソング （1996年）
  - 「まどろみ」（2ndアルバム『Quiet Emotion』収録）としてセルフカバー
- 酒井法子「9月の海」「ミルクティー」作詞・作曲 ※アルバム『work out fine』収録 （1998年）
- ともさかりえ「たそがれ」作詞 ※アルバム『むらさき。』収録 （1999年）
- 大竹佑季「Match」作曲 ※アルバム『Greensleeves』収録 （2005年）
- 福田沙紀「candy」作詞・作曲 ※アルバム『VOICE』収録 （2010年）

### ゲスト参加
- 西村智彦 シングル「バイバイ」 ※西村智彦 feat. 具島直子名義（1998年）
- キハラ龍太郎「雨の日の恋人」「Happier than the morning sun」※アルバム『TEN SKETCHES OF ME』収録（2009年）
- 須永辰緒「Birds」※アルバム『"Choice" by Sunaga t experience』収録 （2011年）

### CMソング
- 九州電力 ※プリンセス プリンセス「Diamonds」カヴァー
- TOTO
- ニベア
- スバル

など

## 出演

### ラジオ番組
- FM横浜「GROOVIN' GROOVIN'」
- Kiss FM「Night G」